# Manuel Arijón
Manuel Arijón (Caión, 12 de abril de 1841-Rosario, 20 de junio de 1900) fue un empresario rosarino, recordado por la creación, en el siglo XIX, de los famosos «baños públicos» en aguas del arroyo Saladillo, en la ciudad de Rosario.

## Biografía
Habiendo nacido en España, en 1856 se trasladó a América junto a su padre, José Arijón. Desembarcaron en Montevideo, donde sólo permaneció dos años para dirigirse luego a Rosario con la familia del señor Luis Lamas, quien estableció un almacén en la esquina de las calles Córdoba y Orden (hoy calle España), designando al joven Manuel dependiente del almacén.
En 1859 pasó como dependiente a la barraca de frutos de Rodríguez y Larreta, donde estuvo hasta 1861, año en que, luego de reunir algunos ahorros, decidió trabajar por su cuenta.
En 1863, durante la descarga de materiales del Ferrocarril Central Argentino, estrechó vínculos con los empleados, a quienes instó a establecer una caballeriza en la calle Aduana (hoy calle Maipú) entre San Lorenzo y Urquiza.
Al estallar la Guerra de la Triple Alianza se transformó en proveedor de caballos y alfalfa para el ejército brasileño.
El 18 de enero de 1881 compró un campo denominado «El Saladillo» donde comenzaría a tomar baños en procura de mejorar su salud. El 1 de noviembre de 1895, considerando que esas aguas eran curativas por contener sales y yodo, hizo construir sobre el arroyo una instalación balnearia particular que, inmediatamente, ante el pedido de varias familias, le anexó los «Baños Públicos», consistentes en piezas y piletas que llevaban los números 1, 3, 5, 7 y 9.
Por aquel entonces, el transporte hacia el Saladillo (hoy barrio Roque Sáenz Peña) se hacía en una galera que partía todas las mañanas a las 6 desde la zona frente al Mercado Sud (hoy Plaza Montenegro), en el centro de la ciudad. El pasaje costaba 3 reales.
En 1886, ante la cada vez más importante concurrencia, amplió las instalaciones, agregando más piletas al balneario.
Sobre ese paisaje, varias familias acaudaladas de entonces decidieron durante la época estival disfrutar de las tan famosas aguas curativas, y construyeron lujosas mansiones en la zona de «los baños».
Manuel Arijón falleció el 20 de junio de 1900, a los 58 años.